# Ortnamn i Medelpad
Ortnamn i Medelpad kan, liksom resten av de svenska ortnamnen, delas upp i naturnamn och kulturnamn. Kulturnamnen är ofta bebyggelsenamn med efterled där bebyggelsen beskrivs, såsom -by i Nolby  och -byn som i Fanbyn.
Som beteckning för fäbodar används ofta efterledet -bodarna, till exempel i Majbodarna. 
Ortnamnen i Medelpad är, som i alla andra landskap i Sverige, dels osammansatta ortnamn och dels sammansatta. Ett fåtal av de osammansatta ortnamnen är enstaviga som Holm, Skön och Torp.
De allra flesta är tvåstaviga som till exempel Gäle, Liden och Tuna. Ändelsen -a betecknar ofta pluralis. 
Av de sammansatta ortnamnen har de allra flesta två ordled, förled och efterled, som till exempel Borgsjö och Skönsmon, men det finns också namn med tre ordled, som Gäddtjärnsåsen.

## Definition av begreppet ortnamn
Ortnamn eller toponymer är namn på geografiska företeelser och ortnamnen kan delas upp i bebyggelsenamn och naturnamn. 
En språkvetenskaplig definition är att "ett ortnamn är ett språkligt uttryck som i en viss namnbrukarkrets är knutet till en bestämd plats".

## Ortnamnskategorier
Alla ortnamn delas upp i två huvudkategorier: naturnamn och kulturnamn. Kulturnamnen kan indelas tre kategorier: ägonamn, bebyggelsenamn och namn på artefakter. 
Naturnamn är namn på vattendrag, sjöar, skogar o.s.v. Ägonamn är namn på mark som används för jordbruk och boskapsskötsel, till exempel åkrar, ängar och hagar. Bebyggelsenamn är namn på tätorter, byar, gårdar, bygder med mera. Artefaktnamn är namn på broar, hamnar, gruvor, gravhögar m.m. Bebyggelsenamn kan vara primära eller sekundära. Primära bebyggelsenamn avser bebyggelse redan från början, till exempel de som slutar på -by eller -byn (som Kvissleby och Munkbyn).  
Sekundära bebyggelsenamn har inte från början betecknat bebyggelse, utan har ursprungligen varit naturnamn, ägonamn eller artefaktnamn. Exempel på sådana ortnamn i Medelpad är Essvik, Juniskär, Skottsund med flera.

## Ortnamnet Sundsvall
År 1621 skrevs namnet som Sundzvaal. Efterledet vall åsyftar vall = "grässlänt". I förledet finns bynamnet Sund. Namnet betyder antingen 'strandområdet vid Sund' eller 'vallen som tillhör byn Sund'.

## Typiska ortnamnsefterled och ortnamnsändelser i Medelpad

### Ortnamnsefterled som betecknar bebyggelse

sta

- -bodarna betecknar  fäbodvall och dessa namn har under lång tid, fram till 1700-talet, varit vanliga som fäbodnamn. Exempel: Gammelbodarna, Gissjöbodarna och Malsjöbodarna.
- -by, -byn har ursprungligen sannolikt betytt 'boplats, bebyggelse', som den senare betydelsen 'gård, by' har utvecklats från. I Medelpad finns bland annat Alby, Kvissleby och Nolby samt Munkbyn och Fanbyn.
- -böle betyder 'nyodling, nybygge' och härstammar från medeltiden. Exempel: Baggböle och Österböle.
- -sjö I det sjörika landskapet Medelpad är namn på -sjö rätt vanliga. Exempel: Borgsjö, Dingersjö, Hässjö och Oxsjö.
- -sta förekommer, förutom i Medelpad, i Ångermanland, Jämtland, Hälsingland, Gästrikland och i Svealand. I Götaland skrivs efterledet som -stad. Ofta översätts -sta som 'boplats', men det har även föreslagits att -sta har en ägobetecknande funktion. Ortnamnen på -sta är den viktigaste förhistoriska bebyggelsenamnstypen i Medelpad. De flesta sta-namnen i Medelpad finns i de östra delarna av landskapet, som var den del som bebyggdes tidigast. Namn med efterledet -sta är bland annat Allsta, Klingsta, Fränsta och Lucksta.
- -torp I Medelpad finns två äldre namn (sockennamn) på -torp, dels det enstaviga Torp (Torps socken) och dels Ljustorp (Ljustorps socken). Något yngre kan bynamnen Hjältanstorp och Munktorp vara.
- -torpet Efterledet -torpet är i Medelpad i allmänhet yngre än efterledet -torp, och har uppkommit i de skogrika delarna av landskapet, där marken började odlas relativt sent. Exempel: Backtorpet, Svedjetorpet och Tjärntorpet.
- -vallen betecknar  fäbodvall. -vallen blev ett vanligt fäbodnamn under 1700- och 1800-talet, men i Medelpad är -bodarna betydligt vanligare. Exempel för -vallen: Kläppvallen, Nyvallen och Hästskovallen.
- -åsen Efterledet -åsen finns i landskapets skogrika delar och är ofta namn på fäbodar, som Björnåsen och Gammelåsen. Det förekommer även som bynamn, t.ex. Källåsen.
- -änget är den bestämda formen av -änge och finns oftast i inlandet. Namnen är ursprungligen namn på ägor. När befolkningen har ökat har även ägomark, som t.ex. ängar, börjat bebyggas. I Medelpad har formen -änget varit dominerade (i stället för -ängen som används mest i Götaland och Svealand). Exempel: Björnbergsänget, Bäckänget och Nyänget.

### Ortnamnsefterled som betecknar industri
I Medelpad finns fyra ortnamn som syftar på industriell verksamhet. I Ljungans dalgång finns tre av dem, Ljungaverk, Matfors och Torpshammar. Dessa industrier var ursprungligen beroende av Ljungan för sin energiförsörjning.
Ljungaverk fick sitt namn av läget vid Ljungan och av -verk, vars mönster kommer av industrianläggningar i Tyskland. Platsen där samhället byggdes hette först Ljungafors, men bolaget kallade anläggningen Ljunga Werk. År 1910–1912 byggde Stockholms Superfosfat Fabriks Aktiebolag ett vattenkraftverk, som fick sitt vatten från de tidigare outbyggda Hångstaforsarna i Ljungan. Samtidigt byggdes ett stort fabrikskomplex upp för tillverkning av karbid och kalkkväve till konstgödsel, och en järnväg drogs fram till fabriken.
Vid Matfors, som  ligger vid en fors i Ljungan, anlades 1833 ett stångjärnsbruk 1835. År 1892 lades järnbruket ner. 1918 byggde Skönviks AB ett stort tidningspappersbruk i Matfors.
Namnet Torpshammar kommer dels av läget i socknen Torp och dels av -hammar 'hammarsmedja'. Vid Gimåns utlopp i Ljungan anlade Magnus Huss (Vildhussen) ett järnbruk som kom igång 1803–1804. 
Vid Alnösundet finns Sundsbruk. Namnet kommer av byn Sund, där en bruksverksamhet startades 1868 med två ångdrivna stångjärnshammare, järnbruk och mekanisk verkstad.
Galtströms bruk: 1673 fick Magnus Blix privilegiebrev att uppföra ett järnverk vid Galtström, vid Armsjöåns mynning i Bottenhavet. Först uppfördes där en masugn och en stångjärnshammare. En andra hammare uppfördes år 1686.
25 maj 1721 blev järnbruket skövlat av ryska kosacker, och bara kyrkan, sågen och en av hamrarna klarade sig. Två år senare var järnbruket återuppbyggt och produktionen hade kommit igång igen.
År 1916 gick arbetarna i järnbruket i strejk med sältan kvar inne i ugnen, på grund av missnöje med lönerna. Ägarna, Sunds bruk AB ansåg inte att de hade råd att höja lönerna, och driften av järnbruket lades ner.
Österström: I Österström uppfördes 1832 ett vattensågverk vid ån mellan Holmsjön och Lill-Otern. År 1856 köpte grosshandlaren Fredrik Bünsow sågverket. Österström var då också stapelplats för plank, bräder, bilat virke och bjälkar från andra sågverk. Bünsow anlade runt 1860 en rälsbana där virket kunde dras med häst och vagn ner till Indalsälven. 1872–1873 lät Skönviks AB, som då ägde Österström, bygga om banan och köpte ett ånglok för att effektivisera transporterna av sågat virke och timmer. Med tiden fick järnvägens timmertransporter konkurrens av flottning, och järnvägen blev olönsam. Den lades ner 1921. 

#### Ortnamnsändelser
- -a är en vanlig pluraländelse i svenska ortnamn.[1] I Medelpad är den emellertid mindre vanlig. Exempel är Nora, Släda och Tuna socken.

- -e är i vissa  områden vanligare, till exempel på Gotland, i Bohuslän, i vissa delar av Värmland (till exempel Sunne) i Härjedalen Hede ((ii) Hedha sokn 1397) och Jämtland (Stavre). I Medelpad är ändelsen relativt vanlig, till exempel i ortnamnen Sillre, Stöde, Vigge och Ånge.[18]

## Ortnamn som påminner om hednisk kult
I Medelpad finns ortnamnen Vi, med betydelsen 'hednisk kultplats', i två socknar: Vi i Alnö socken och Vi i Tuna socken. Dessutom finns namnet Hov som betyder 'tempel, gudahus'.